# Criminalité en Afrique du Sud

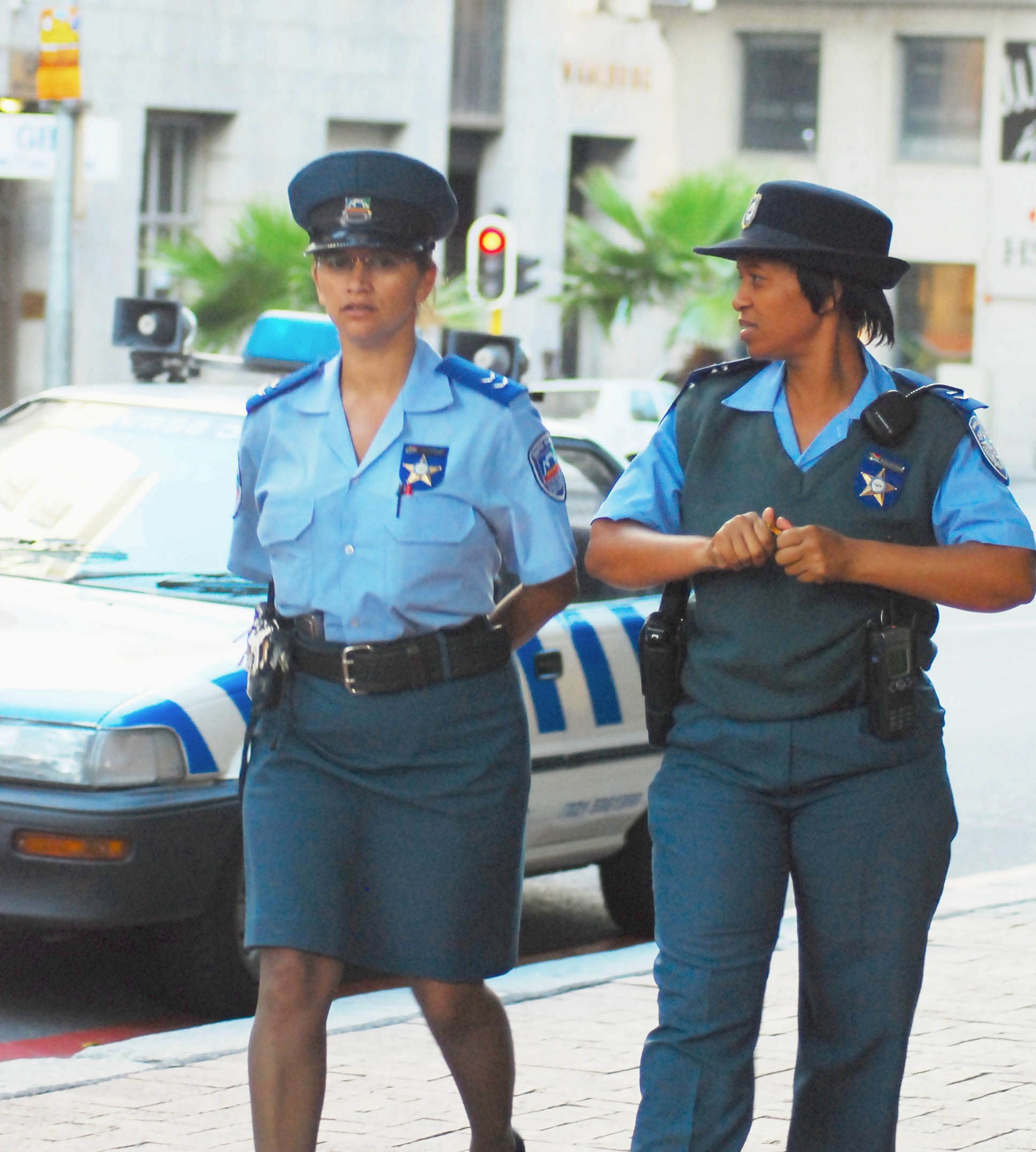
Patrouille de police dans les rues du Cap, 2010.

La criminalité en Afrique du Sud est un problème important, avec un taux de meurtres, attaques à main armée, viols et autres crimes supérieur à la majorité des autres pays dans le monde. Le sujet est devenu un débat politique majeur dans l'Afrique du Sud post-apartheid. Le taux d'assassinats en Afrique du Sud a augmenté régulièrement au cours des dernières années.
En 2019, 58 personnes sont ainsi tuées chaque jour dans le pays. Les provinces les plus touchées par les assassinats et autres crimes assimilés comme les viols, les agressions et les vols qualifiés, sont le Gauteng, le Cap-Occidental et le KwaZulu-Natal.

## Types de crimes

### Meurtres
En 2010, il y a eu environ 16 000 meurtres en Afrique du Sud, pour comparaison la France, qui compte 10 millions d'habitants en plus, comptabilisait 682 meurtres en 2013, soit 2 346 % en plus pour l'Afrique du Sud,,.
De plus, les chiffres officiels de la Police sud-africaine (SAPS) sont considérés comme trafiqués par plusieurs instances internationales comme Interpol[réf. nécessaire]; alors que la moyenne annuelle des homicides est de 24 206 depuis la fin de l'apartheid en 1994 d’après l'ASAP, Interpol déplore une moyenne deux fois plus élevée de 47 882, mais en comptabilisant homicides et tentatives d'homicides .
Pour la période entre avril 2017 et avril 2018, les chiffres officiels de la SAPS ont comptabilisé 20 336 meurtres, soit 57 homicides par jour en moyenne (7 % de plus que l’année précédente). Une partie de ces meurtres provient des gangs (937 victimes) ou de violence entre compagnies rivales de taxis (237 victimes).
Entre avril 2018 et avril 2019, 21 022 personnes, dont 1 014 enfants, furent assassinées (soit une hausse générale de 1,4% par rapport à la période précédente) ce qui représente 58 personnes tuées par jour. Plus de la moitié des meurtres ont été commis durant les week-ends entre 21 heures et 3 heures du matin. La majorité de ces assassinats, mais aussi des  viols, des agressions et des vols qualifiés, ont lieu dans les provinces du Gauteng, du Cap-Occidental et du KwaZulu-Natal, qui sont les régions économiques les plus industrialisées et les plus peuplées du pays.

### Viols
Le pays a un des taux de viols les plus élevés au monde, avec 65 000 viols et autres agressions sexuelles signalés pour l'année 2012, soit 127,6 pour 100 000 personnes dans le pays.
Ce taux de viol a conduit le pays à être surnommé la «capitale mondiale du viol». 
Une personne sur trois dans les 4.000 femmes interrogées par la Communauté de l'Information, empowerment and Transparency dit avoir été violée durant la dernière année, et plus de 25 pour cent des hommes sud-africains interrogés dans un sondage publié par le Medical Research Council (MRC) en juin 2009 ont admis avoir déjà violé; de ceux-ci, près de la moitié ont dit qu'ils avaient violé plus d'une personne. Sur quatre personnes ayant admis avoir commis un viol, trois indiquent qu'ils avaient violé pour la première fois au cours de leur adolescence. 
L'Afrique du Sud compte aussi parmi les taux de viols infantiles parmi les plus élevées au monde.
Si le violeur est condamné, sa peine de prison est en moyenne de 2 ans.
Pour la période entre avril 2017 et avril 2018, la police a enregistré une moyenne de 110 viols déclarés chaque jour.
Pour la période entre avril 2018 et avril 2019, la police enregistre une augmentation de 4,6% des crimes sexuels par rapport à la période précédente soit 41 583 viols.

### Piraterie routière

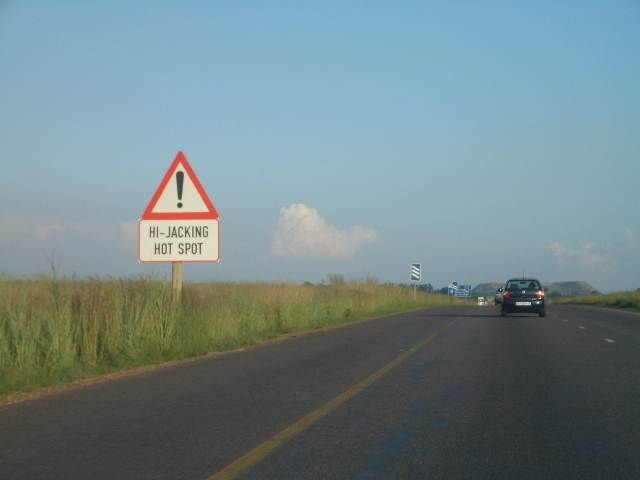
Un panneau routier indiquant une zone de forte densité de piraterie routière (hi-jacking hotspot).

L'Afrique du Sud détient un des taux de piraterie routière (ou carjacking) les plus élevés pour un pays industrialisé.
On estime qu'en 1998, 16 000 voitures étaient ainsi volées chaque année.
En 2016, le Institute for Security Studies compte 14 602 de ces attaques, en hausse de 14 % par rapport à l'an passé, avec les chiffres les plus élevés dans le Gauteng et le KwaZulu-Natal.
Les attaques se produisent le plus souvent dans certaines zones, parfois signalés par des panneaux, appelées hi-jacking hotspot.
Depuis 2021, des attaques de bus de la compagnie Intercape surviennent, notamment dans la province de Cap-Oriental : près de 150 attaques violentes sont rapportées, avec parfois des blessés et des morts. En 2023, la justice sud-africaine enjoint au ministre des transports de produire un plan d'actions pour assurer la sécurité des passagers et des conducteurs,.

### Attaques de fermes
Les attaques de ferme en Afrique du Sud, difficiles à chiffrer mais dont la réalité n'est pas contestée, s’inscrivent dans un contexte général de délinquance criminelle et de débat sur la propriété des terres.
Plus particulièrement, les meurtres de fermiers blancs, plus aisément chiffrables que le nombre d'attaques, ont atteint un pic en 1998 avec 153 assassinats avant de décroitre pour atteindre 47 assassinats en 2017 selon AgriSA, la Fédération sud-africaine de l'industrie agricole, ce déclin pouvant s'expliquer par les précautions prises par les fermiers pour se protéger, eux et leurs terres, et par une meilleure collaboration avec la police nationale,. L'Union agricole du Transvaal avance également le chiffre de 1 544 fermiers tués entre 1990 et 2012, en majorité blancs, parfois tués avec leurs familles. Pour la période entre avril 2017 et avril 2018, la police sud-africaine comptabilise 62 personnes tuées dans des attaques de fermes, 52 de ces victimes ayant été les propriétaires de la ferme visée.
Le sujet est devenu un débat politique important, plusieurs organisations et partis politiques accusant le gouvernement sud-africain de ne pas lutter efficacement contre ce type de criminalité. Cependant, d'autres commentateurs font observer que les chiffres ainsi que les accusations de ces organisations sont exagérés eu égard au contexte global de grande criminalité affectant le pays.
En 2015, la Commission sud-africaine des droits de l’Homme dénonce les dizaines de ces meurtres qui restent impunis. Elle constate aussi que les fermiers, aussi bien noirs que blancs, sont visés, principalement pour des raisons financières, et non raciales.

## Armes utilisées
Les criminels sud-africains utilisent souvent des pistolets (Makarov PM) et des  fusils d'assaut (AKM ou Type 56) issus des trafics d'armes. En effet la fin des guerres civiles angolaise et mozambicaine ont alimenté le trafic d'armes.

## Évolution

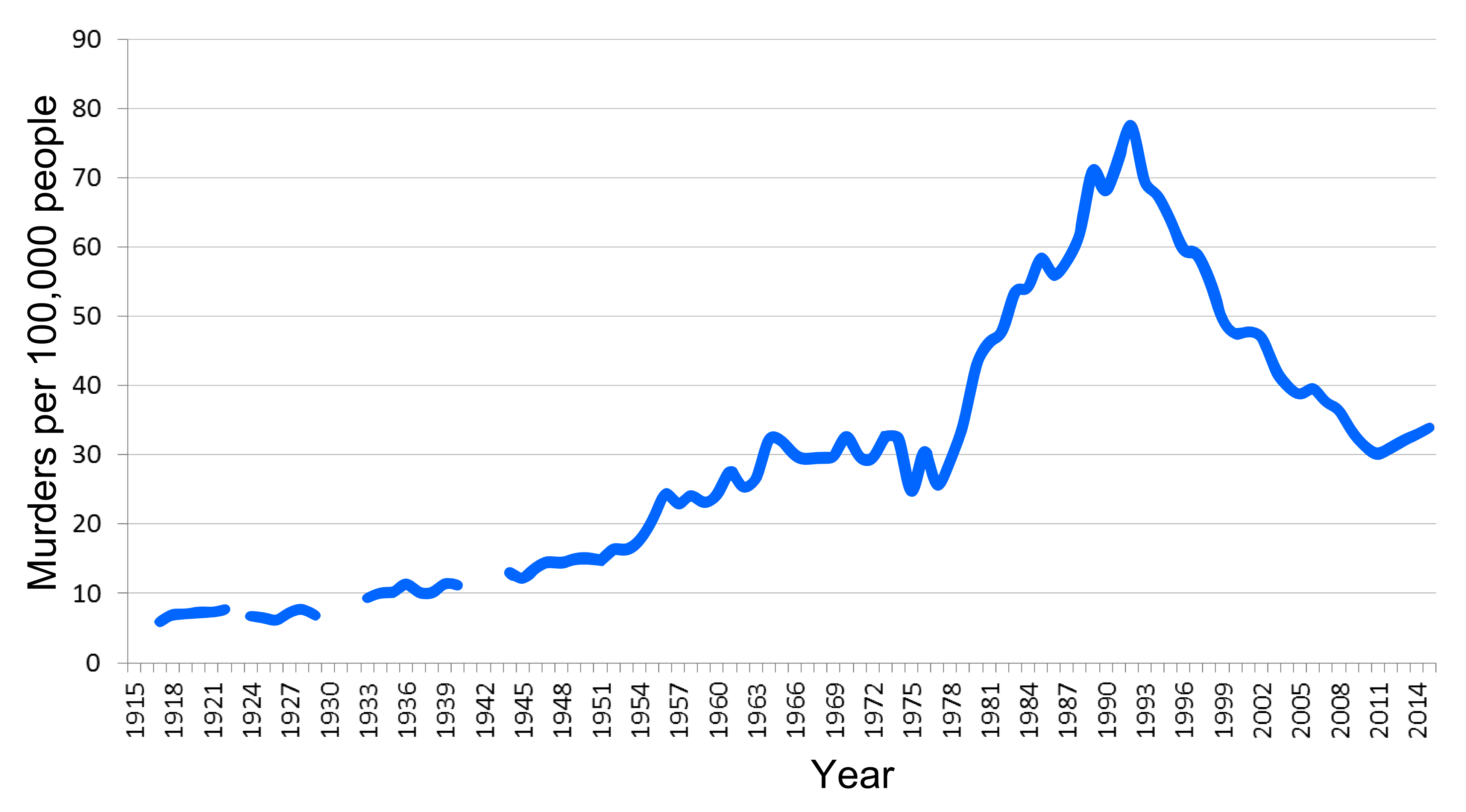
Évolution du nombre de meurtres de 1915 à 2015.

### Pendant l'Apartheid
Le taux d'homicides est difficile à mesurer pendant la période de l'Apartheid, car les bantoustans sont ignorés dans les décomptes nationaux, ce qui sous-évalue les homicides dans la population noire. En tenant compte de cette réserve, le taux d'homicide en Afrique du Sud s'accroît soudainement à la fin des années 1970, passant d'environ 30 à environ 50 homicides pour 100 000 habitants. Les années 1990 représente un nouveau bond, avec un taux au dessus de 70 en 1990 et 1990. Le pic se situe lors de la fin de l'Apartheid, avec 78 pour 100 000 sur l'année 1993-1994. Durant la période de l'Apartheid, de 1953 à 1993, la moyenne annuelle de meurtres était de 7036 par an, mais avec une population sud-africaine beaucoup moins élevée,,.

### Après l'Apartheid
La moyenne passe de 7036 meurtres par an à 24206 d’après l'ASAP, durant la période post-apartheid.
Le taux de criminalité diminue régulièrement depuis la fin de l'Apartheid jusqu'en 2012 où il est redescendu à 30 pour 100000. Le taux d'homicide a ensuite augmenté les  trois années suivantes, atteignant ainsi 33 en 2015,,. Les violences sexuelles sont en baisse, mais toutes les victimes ne se signalent pas à la police.

### Par province
Nombre d'homicides par 100 000 personnes d'avril à mars de chaque année,
| Province       | 94/95 | 95/96 | 96/97 | 97/98 | 98/99 | 99/00 | 00/01 | 01/02 | 02/03 | 03/04 | 04/05 | 05/06 | 06/07 | 07/08 | 08/09 | 09/10 | 10/11 | 11/12 | 12/13 | 13/14 | 14/15 | 15/16 | 16/17 | 17/18 | Δ%     |
| -------------- | ----- | ----- | ----- | ----- | ----- | ----- | ----- | ----- | ----- | ----- | ----- | ----- | ----- | ----- | ----- | ----- | ----- | ----- | ----- | ----- | ----- | ----- | ----- | ----- | ------ |
| Cap-Occidental | 71,5  | 83,9  | 79,4  | 80,6  | 86,9  | 77,0  | 84,0  | 76,2  | 79,5  | 63,1  | 58,7  | 59,2  | 60,7  | 58,6  | 43,3  | 41,1  | 40,9  | 39,8  | 43,7  | 48,3  | 51,9  | 51,4  | 51,7  | 57,0  | −20,2% |
| Cap-Oriental   | 76,8  | 73,4  | 70,4  | 61,5  | 59,6  | 56,2  | 50,7  | 55,2  | 52,1  | 48,6  | 48,6  | 53,2  | 52,6  | 51,1  | 50,2  | 49,6  | 49,1  | 50,5  | 51,5  | 53,1  | 51,2  | 56,3  | 55,9  | 58,7  | −23,5% |
| Cap-Nord       | 69,5  | 83,9  | 70,3  | 64,7  | 70,4  | 58,4  | 55,6  | 54,8  | 52,7  | 40,4  | 38,1  | 36,4  | 38,1  | 38,3  | 37,5  | 33,8  | 30,3  | 32,3  | 36,0  | 37,7  | 35,2  | 31,3  | 28,6  | 27,9  | −59,8% |
| État libre     | 50,6  | 54,0  | 50,7  | 46,1  | 43,3  | 38,6  | 33,9  | 34,2  | 35,2  | 30,5  | 30,7  | 29,5  | 32,2  | 29,7  | 33,3  | 33,1  | 35,0  | 34,7  | 36,8  | 33,8  | 33,6  | 35,1  | 33,3  | 36,7  | -27,4% |
| Gauteng        | 83,1  | 81,3  | 76,6  | 78,2  | 77,5  | 64,6  | 63,1  | 54,1  | 53,3  | 48,8  | 41,6  | 38,8  | 40,8  | 38,9  | 34,6  | 29,3  | 27,1  | 24,4  | 23,7  | 25,7  | 27,6  | 28,2  | 29,3  | 29,5  | −64,5% |
| KwaZulu-Natal  | 95,0  | 92,5  | 76,4  | 72,9  | 75,1  | 67,7  | 61,4  | 57,0  | 56,5  | 53,9  | 51,1  | 49,9  | 50,4  | 47,0  | 46,9  | 41,3  | 36,3  | 32,9  | 34,5  | 34,1  | 35,5  | 36,2  | 36,6  | 39,4  | −58,5% |
| Limpopo        | 22,2  | 19,8  | 19,0  | 19,3  | 18,4  | 15,3  | 14,6  | 16,1  | 13,2  | 12,9  | 13,8  | 12,9  | 13,9  | 12,9  | 14,2  | 14,3  | 12,4  | 13,6  | 12,8  | 13,2  | 13,9  | 15,9  | 14,2  | 15,7  | −29,2% |
| Mpumalanga     | 37,5  | 43,6  | 50,0  | 42,8  | 39,7  | 35,6  | 32,0  | 29,6  | 33,1  | 30,4  | 31,9  | 25,4  | 24,8  | 23,6  | 23,3  | 22,2  | 18,1  | 18,0  | 16,9  | 19,4  | 19,6  | 19,9  | 21,8  | 20,7  | −44,8% |
| Nord-Ouest     | 37,6  | 44,5  | 46,7  | 38,9  | 40,9  | 31,6  | 30,2  | 30,2  | 30,7  | 25,9  | 23,9  | 22,8  | 24,4  | 24,3  | 25,5  | 21,8  | 21,6  | 22,8  | 24,4  | 22,8  | 23,2  | 24,2  | 23,7  | 24,5  | −34,8% |
| Afrique du Sud | 66,9  | 67,9  | 62,8  | 59,5  | 59,8  | 52,5  | 49,8  | 47,8  | 47,4  | 42,7  | 40,3  | 39,6  | 40,5  | 38,6  | 36,4  | 33,3  | 31,1  | 30,1  | 30,9  | 31,9  | 32,9  | 34,0  | 34,1  | 35,8  | −46,4% |

Selon les statistiques de la criminalité pour la période d'avril 2018 à avril 2019, le quartier de Kempton Park, où se situe l'aéroport international de Johannesburg, détient le record en termes d'enlèvements et de tentatives de kidnapping devant Delmas et Tembisa. Le Gauteng est pour sa part la province ayant le plus fort taux d'enlèvements devant le KwaZulu-Natal et le Cap occidental 

## Moyens de lutte et de protection
L'Afrique du Sud est un pays où un très grand nombre d'armes sont en circulation. À partir de 2004, il devient obligatoire de suivre une enquête de police et un entraînement au tir pour avoir le droit d'en détenir une.
Sous le régime de l'Apartheid, il était légal de tuer pour défendre ses biens, mais depuis 1994 et la nouvelle constitution, seule la légitime défense est autorisée.
- Voitures lance-flammes: Le Blaster (surnommé le « lance-flammes BMW ») est un véhicule créé en 1998 par le sud-africain Fourie Charl pour fournir une défense contre les braquages de véhicules, et pouvant tuer ou rendre aveugle l’agresseur.
- Protection des fermes: de plus en plus de fermiers blanc transforment leurs fermes en véritables prisons et s'enferment à l’intérieur durant la nuit quand la plupart des massacres de fermiers blancs se produisent[33].
- Communautés fermées: des zones exclusivement résidentielles se trouvant la plupart du temps dans des villes, entourées par des murs et parfois par des barrières électrifiées (comme Bryntirion ou une partie d'Erasmuskloof à Pretoria). Les habitants y vivent protégés de l’extérieur par murs, gardes, caméras et autres techniques de protection.
- Villages ou zones réservés à certaines communautés: les deux plus connus étant Orania dans le Cap-Nord et la communauté fermée de Kleinfontein (près de Pretoria), des localités exclusivement réservés aux Afrikaners. Ces communautés sont souvent accusées d'être un retour déguisé au temps de l'apartheid. Certains habitants expliquent leur souhait d'échapper à l’insécurité comme étant une des raisons de leur installation au sein de ces communautés[34].